# Cynthia terpsichore
Cynthia terpsichore är en fjärilsart som beskrevs av Philippi 1860. Cynthia terpsichore ingår i släktet Cynthia och familjen praktfjärilar. Inga underarter finns listade i Catalogue of Life.